# Wickie de Viking (tekenfilmserie)

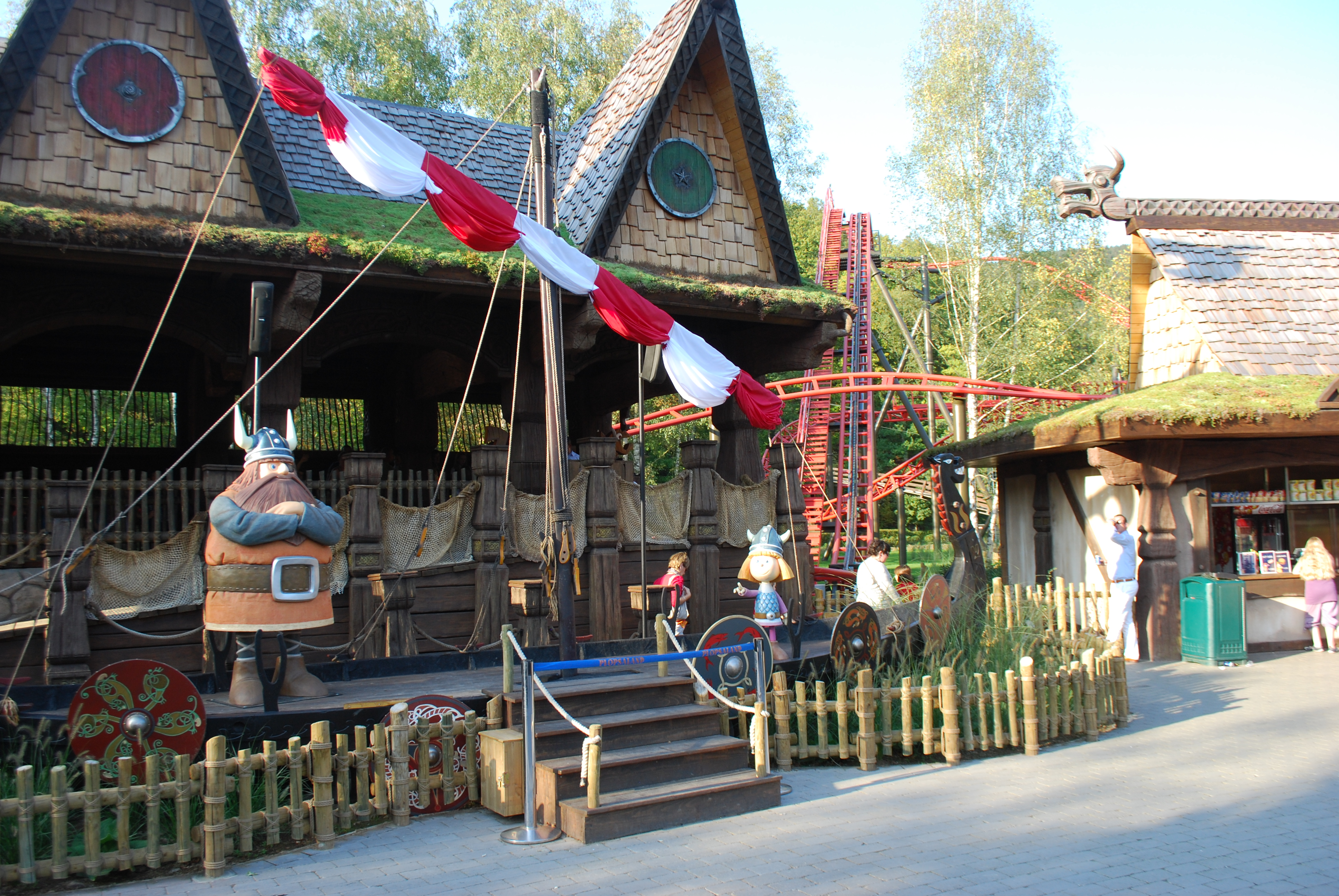
Vickie The Ride in Plopsaland Ardennes

Wickie de Viking is een Japans-Duits-Oostenrijkse tekenfilmserie. Er zijn tussen 1972 en 1974  78 afleveringen gemaakt van elk ongeveer 22 minuten. In Nederland werden deze voor de eerste keer tussen 5 maart 1975 en 2 februari 1979 uitgezonden door de KRO.

## Achtergrond
Als basis voor de serie diende het kinderboek Vicke Viking uit 1963 van de Zweedse schrijver Runer Jonsson, die hiervoor in 1965 de Duitse Jeugdboekenprijs ontving.
In de Nederlandse versie vertolkte Marianne Rector de stem van Wickie.
Studio 100 nam in 2008 het Duitse mediabedrijf EM.Entertainment over, waardoor het programma in handen kwam van Studio 100.  Vanaf het najaar van 2009 was de serie te zien op vtmKzoom. In 2010 kwam er een gelijknamige speelfilm met dezelfde hoofdpersonages in de bioscoop. In onder andere Duitsland en Spanje was deze film een groot succes. Vanaf 4 april 2011 werd de serie ook weer uitgezonden op Nickelodeon Kindernet. Een computergeanimeerde serie over Wickie de Viking is sinds 2013 te zien bij Zapp op NPO 3 en Ketnet. In deze serie verzorgt Roan Pronk de stem van Wickie. Eerder maakte Studio 100 op dezelfde wijze ook al een nieuwe serie over Maja de Bij.

## Personages
Het hoofdpersonage Wickie is de vaak angstige zoon van Vikinghoofdman Halvar en diens vrouw Ylva. Het gezin van Halvar woont in het fictieve Vikingdorp Flake, samen met de andere Vikingen. De namen van deze anderen zijn grotendeels onbekend, op wat uitzonderingen na: de musicus Helar en dichter Lars, de oude Bengt, de dikke Oele en de eeuwig ruziemakende Knud en Sven. Andere personages die bij naam worden genoemd zijn Ylvi, Wickie's beste vriendinnetje, en Gilby, de stoere jongen die Wickie vaak als zijn grote rivaal ziet. Zowel Ylvi als Gilby spreken vikinghoofdman Halvar consequent aan met 'oom'. Het is echter niet bekend of zij ook daadwerkelijk familie zijn. Hagar de Verschrikkelijke, een vikingpiraat, is de vaste tegenstander van Wickie en diens vader.
Het is Wickie die zijn vader Halvar vaak te hulp schiet met vindingrijke oplossingen. Door met een vinger langs zijn neus te wrijven gaf Wickie aan dat hij een idee had. Er verscheen dan een waaier van sterretjes. Vanwege Wickies stem en haardracht wordt soms gedacht dat hij van het vrouwelijk geslacht is. In de serie wordt echter consequent van 'mijn jongen', 'hij' en 'zijn' gesproken, bijvoorbeeld door Halvar: 'ja moeder, u moet er maar aan wennen dat er nu twee mannen in huis zijn'.
Enkele personages hebben terugkerende teksten: Helar zegt vaak "verrukkelijk", Lars "trala", Sven "Oe-lala" en Wickie zegt na het bedenken van een oplossing vaak "Nu heb ik het, en het lukt beslist!".
In de Nederlandstalige versie hebben een aantal karakters een andere naam gekregen. Afwijkende namen waren:
| Originele versie      | Nederlandse versie                                                                               |
| --------------------- | ------------------------------------------------------------------------------------------------ |
| Snorre                | Sven, de kleinste van de bemanning die altijd met Knud overhoop ligt.                            |
| Tjurre                | Knud, de zuurpruim die altijd met Sven overhoop ligt.                                            |
| Urobe                 | Bengt, de oudste van de bemanning en van het dorp, vaak ook de meest geleerde.                   |
| Gorm                  | Helar, de meest enthousiaste van de bemanning, die in de lucht springt en "verrukkelijk!" roept. |
| Ulme                  | Lars, de bard die graag met zijn harp speelt.                                                    |
| Faxe                  | Oele, de grootste van de bemanning, zachtaardig en vraatzuchtig.                                 |
| Der schreckliche Sven | Hagar de Verschrikkelijke, de grootste rivaal van Halvar.                                        |

In de latere films zijn ook in de Nederlandse versie de Duitse namen gebruikt.
De stemmen in de Nederlandse versie werden verzorgd door:
| Nederlandse versie | Nederlandse stemmen |
| ------------------ | ------------------- |
| Wickie             | Marianne Rector     |
| Halvar             | Dick Scheffer       |
| Ylva               | Maria Lindes        |
| Ylvi               | Maria Lindes        |
| Gilby              | Maria Lindes        |
| Sven               | Dick Scheffer       |
| Knud               | Peter Piekos        |
| Bengt              | Henk Molenberg      |
| Helar              | Peter Piekos        |
| Lars               | Henk Molenberg      |
| Oele               | Peter Piekos        |
| Hagar              | Peter Piekos        |

Dick Scheffer nam ook de vertelstem voor zijn rekening.

## Uitzendingen
- Eerste uitzending:
  - Duitsland: 31 januari 1974 (ZDF)
  - Oostenrijk: 17 februari 1974 (ORF)
  - Japan: 3 april 1974 (Fuji Television)
  - Nederland: 5 maart 1975 (KRO)
  - België, Vlaanderen: onbekend
- Herhalingen:
  - Nederland: 1994-1999 (Kindernet)
  - België, Vlaanderen: vanaf 1 oktober 2009 (vtmKzoom)
  - Nederland: vanaf 4 april 2011 (Kindernet/Nickelodeon)

## Films
1. Wickie de Viking (2009/2010)
2. Wickie en de Schat van de Goden (2011/2012)

## Musicals
2015 - Wickie de Musical (studio 100)

## Uitgebrachte media

### Nederland/België
- Wickie de Viking: Aan boord / De ontsnapping (1976) (hoorspel op lp)[1]
- Wickie de Viking 1 (2006) (dvd)
- Wickie de Viking 2 (2006) (dvd)
- Wickie de Viking 3 (2006) (dvd)
- De Dapperheidstest (2007)[2] (cd-rom)
- Een Slim Plan (2007)[3](cd-rom)
- 3 dvd box: Wickie De Viking (2009) (dvd)
- Wickie de Viking (2010) (dvd)
- 6 dvd box: Wickie De Viking (2010) (dvd)
- Wickie De Viking (2010) (Nintendo DS)
- Gratis dvd Wickie De Viking (2011) (dvd) Bij het laatste nieuws

### Duitstalig
- Wickie und die starken Männer (2010) (blu-ray) (dvd)
- Wickie und die starken Männer - Premium Edition (2010) (blu-ray) (dvd)
- Wickie und die starken Männer (2009) (mp3)
- Wickie und die starken Männer - Soundtrack (2009) (album)